# Broń lufowa

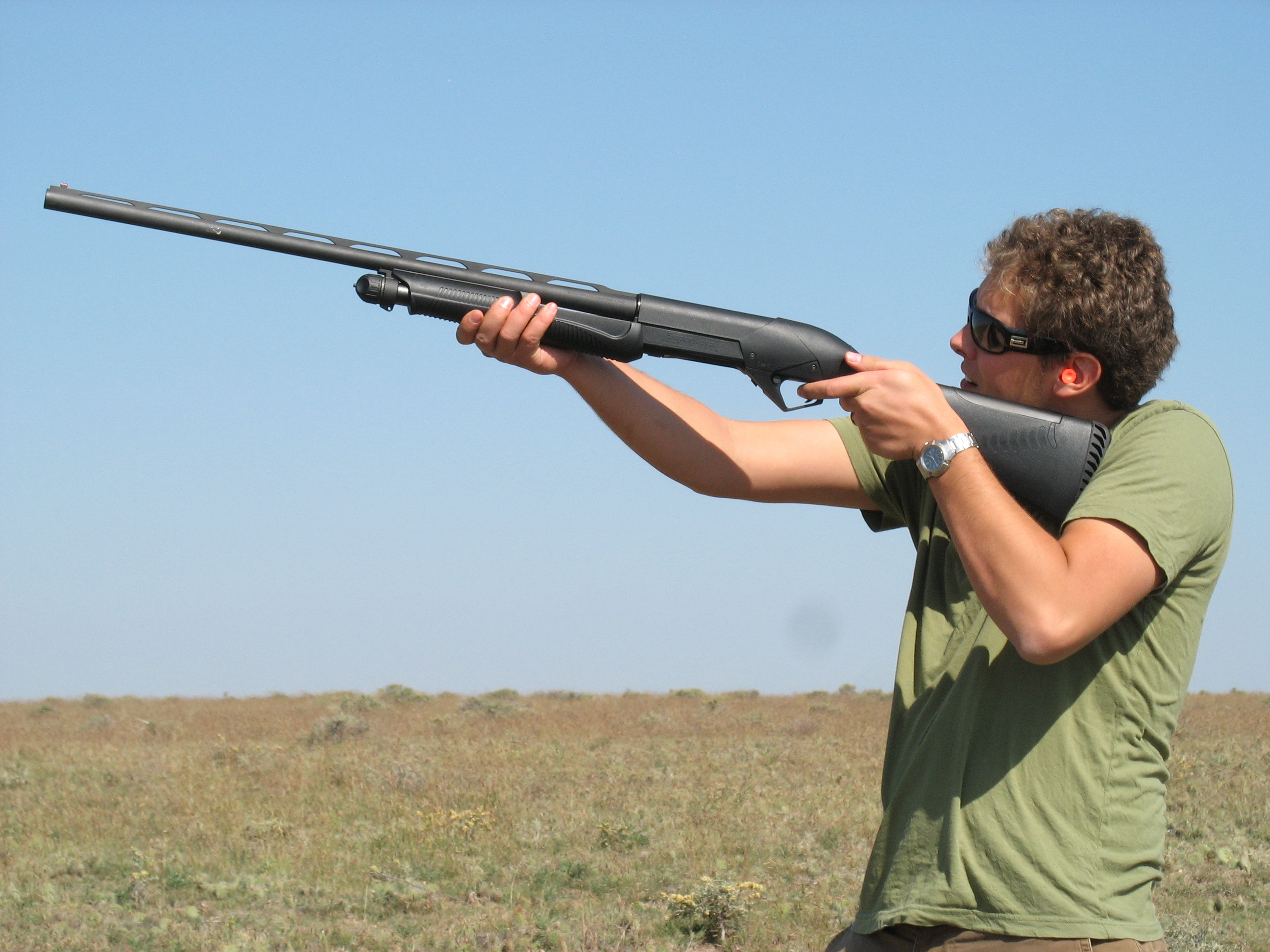
Broń lufowa

Broń lufowa – broń, w której do napędu pocisku zastosowano lufowy układ miotający. Do najważniejszych wskaźników determinujących jej możliwości energetyczne i bojowe, należą: kaliber lufy oraz jej długość.
Ze względu na przeznaczenie, broń lufową dzieli się na:
- wojskową
- myśliwską
- sportową
- cywilną

Ze względu na budowę przewodu lufy:
- gładkolufową
- bruzdowaną
- poligonalną

Ze względu na sposób ładowania:
- odprzodową
- odtylcową

Ze względu na automatyzację cyklu pracy:
- automatyczną
- półautomatyczną
- nieautomatyczną